# Приватна військова компанія
Приватна військова компанія (ПВК; англ. private military company) — комерційне підприємство, що пропонує спеціалізовані послуги, пов'язані з охороною, захистом (обороною) кого-небудь і до чого-небудь, нерідко з участю у військових конфліктах, а також зі збором розвідувальної інформації, стратегічним плануванням, логістикою і консультуванням.

## Історія
Практика використання приватних силових (воєнізованих) організацій в збройних конфліктах, залучення на контрактній основі військових спеціалістів, радників та інструкторів для підготовки поліцейських та збройних сил має багатовікову історію.
Перша в сучасному розумінні приватна військова компанія «Watchguard International» була створена в 1967 році у Великій Британії, її засновником був полковник британської армії Девід Стерлінг (раніше створив SAS).
Збільшення чисельності контрактників було відзначено вже в середині 1970-х років. Один з перших великих контрактів в новітній історії був укладений в 1974 році, коли приватна військова компанія «Vinnell Corp.», що належала американському військово-промислового концерну «Northrop Grumman», уклала з урядом США контракти більш ніж на півмільярда доларів. Її співробітники повинні були зайнятися підготовкою Національної гвардії Саудівської Аравії та захистом нафтових родовищ в цій країні.
Після початку війни в Анголі центри з вербування найманців для участі у війні були відкриті у кількох країнах світу. На міжнародному рівні отримала широку відомість створена у Великій Британії приватна фірма «Security advisory services», яка здійснювала вербування найманців з числа громадян країн Західної Європи, забезпечення їх спорядженням і відправку для участі у війні.
В липні 1976 р. в Луанді відбувся судовий процес над взятими в полон іноземними найманцями, в ході якого було встановлено, що з Великої Британії були відправлені 96 найманців (36 з яких були вбиті, 5 — пропали безвісти, 13 були поранені в ході бойових дій, а один — розстріляний за вироком, військового трибуналу). Результати процесу стали причиною розгляду питання англійським парламентом, в ході якого було встановлено, що діяльність фірми «Security advisory services» являла собою порушення закону 1870 року, що забороняв вести вербування найманців для участі у війні. Тим не менш, винні в порушенні закону названі не були.
Надалі, кількість ПВК та їх співробітників  збільшувалася: «Останнім часом зростає чисельність „найманців у білих комірцях“. Так називають військових та технічних спеціалістів з США, Англії, Франції та інших провідних капіталістичних країн, які вербуються на роботу у військових органах низки країн, наприклад, Ірану, Оману, Саудівської Аравії, Єгипту. За даними державного департаменту США, на початку 1978 року за кордоном над реалізацією військових програм працювали близько 11 300 американських громадян — в три рази більше, ніж у 1975 році».
У зв'язку з випадками використання найманців у військових конфліктах в 1979 році Генеральна Асамблея ООН прийняла резолюцію про необхідність розробити конвенцію про боротьбу з вербуванням, використанням, фінансуванням і навчанням найманців; був створений спеціалізований комітет, до складу якого увійшли представники 35 країн (хоча до 20 січня 1987 року відбулося шість сесій комітету, проте нормативно-правових документів з проблеми прийнято не було).
У 1980 році в США відкрито пройшов перший в сучасній історії з'їзд найманців, організатором якого виступив американський журнал «Soldier of Fortune». Наступного року в місті Фінікс (штат Аризона, США) відбувся другий з'їзд, в якому взяло участь до 800 осіб.
Під час холодної війни приватні військові компанії були створені в США, Великій Британії, Ізраїлі та ПАР, їх діяльність проходила під патронажем відповідних держав. Надалі, кількість ПВК стало збільшуватися.
У 1999 році командування армії США прийняло нормативно-правовий документ, який встановлює порядок взаємодії військовослужбовців США і співробітників приватних охоронних і військових компаній у зоні бойових дій — настанова FM 100-21.
З початку 2000-х років відзначено зростання зацікавленості до послуг ПВК з боку великих міжнародних корпорацій, бізнес яких пов'язаний з присутністю в точках нестабільності. Відзначені випадки використання приватних військових компаній міжнародними організаціями (як приклад, «DynCorp» стала підрядником ООН).
У квітні 2001 року була створена організація «Peace Operations Association» (POA), що координує діяльність приватних військових і охоронних компаній на міжнародному рівні.
Після початку війни в Іраку була створена асоціація західних приватних військових і охоронних компаній «Private Security Company Association of Iraq» (PSCAI), що координує їх діяльність в Іраку. До складу асоціації увійшли 40 військових і охоронних компаній.
У 2004 році керівник тимчасової адміністрації в Іраку Пол Бремер підписав наказ № 17 (Coalition Provisional Authority Order 17), згідно з яким контрактники США (в тому числі, співробітники військових і охоронних компаній) отримували недоторканність; вони не могли бути притягнуті до відповідальності за скоєні ними злочини на території Іраку відповідно до законодавства Іраку.

## Фінанси і економіка
Станом на початок 2006 року, обсяг ринку послуг приватних військових компаній становив 20 млрд доларів США.
За даними журналу The Economist, за перше десятиліття XXI ст. ринок ПВК з невеликої спеціалізованої ніші перетворився в глобальний сектор послуг обсягом  більше 100 млрд доларів США.
Основним замовником ПВК є уряди країн Заходу. Тільки в Іраку і Афганістані в 2012 році працювали понад 20 тис. приватних охоронців.

## Бойові операції і участь у збройних конфліктах XX—XXI ст
- британська приватна військова компанія «KMC Ltd.», яку заснував в 1977 році відставний майор британських повітряно-десантних військ Девід Вокер в 1980-ті роки брала участь у підтримці нікарагуанських «контрас» (як було встановлено в ході розслідування по справі «Іран-контрас», за пошук і підбір пілотів для літаків, що здійснювали постачання «контрас» на території Нікарагуа, компанія отримала  від ЦРУ США 110 тис. доларів), в 1987 році діяльність компанії була припинена— після того, як було встановлено, що компанія направила щонайменше трьох інструкторів в Пакистан для військової підготовки бойовиків афганських антиурядових формувань[12].
- у 1987 році на Філіппінах асоціація землевласників створила для боротьби з селянськими заворушеннями приватну військову організацію, в підпорядкуванні якої знаходилися 200 озброєних солдатів[13]. Військова підготовка солдат проходила під керівництвом відставного американського генерала Дж. Сінглауба і декількох відставних офіцерів армії США[14].
- у 1991 році в війні в Перській затоці співробітники західних приватних компаній брали участь в забезпеченні діяльності сил міжнародної коаліції[15]. Так, «DynCorp» виконувала технічне обслуговування гвинтокрилів ПВС США. В цілому, в період операції кількість «контрактників» США складало 1 % від загальної кількості  військовослужбовців США.
- в період з 1993 по 1996 роки південноафриканська ПВК «Executive Outcomes» займалася військовою підготовкою урядових  військ Анголи, плануванням і проведенням  бойових операцій проти повстанців УНІТА[16].
- у 1994—1996 рр. співробітники британської військової компанії «Sandline International» брали участь в придушенні повстання на Папуа-Новій Гвінеї, загальна вартість виконання  контракта склала 36 млн доларів США[17].
- в період з січня 1995 по лютий 1997 року, під час громадянської війни в Сьєрра-Ліоне південноафриканська ПВК «Executive Outcomes» займалася займалася військовою підготовкою урядових військ та брала безпосередню участь в боях з повстанцями «Революційного об'єднаного фронту Сьєрра-Леоне» (RUF)[18][19]. Крім того, для участі в бойових діях на боці урядових сил був найнятий загін британської компанії «Gurkha Security Guards», але після того, як в першому ж бою загін поніс важкі втрати, контракт був розірваний[20]
- в середині 1990-х років в ході громадянської війни в Югославії американська військова компанія MPRI займалась підготовкою  хорватської армії і 5-го корпусу армії Боснії та Герцоговини;
- на початку 2000-х рр. американська приватна військова компанія «DynCorp» брала участь в бойових  діях в Колумбії, в лютому 2001 року повстанці збили гвинтокрил, яким керували співробітники компанії[21];
- в період після 2001 року особовий склад приватних військових компаній  бере активну участь у війні в Афганістані. Станом на початок лютого 2009 року, в Афганістані діяли 104 тис. співробітники  приватних військових та охоронних  компаній[22]. В подальшому, за наполяганням уряду Афганістану[23] їх кількість було зменшено. Станом на середину 2012 року, в Афганістані діяло до 40 тис. чол. співробітників іноземних приватних військових компаній[24].
- весною 2003 року в Нігерії співробітники британської військової компанії «Northbridge Services Group Ltd.» виконали  операцію по звільненню нафтовиків із США та  Великої Британії, які були захоплені в заручники на нафтовій платформі компанії «Transocean»[25]
- в період після 2003 року особовий склад приватних військових компаній  бере активну участь у війні в Іраку. В 2003 році чисельність «контрактників» США складала 10 % від загальної чисельності військовослужбовців США. Станом  на початок грудня 2006 року тільки виконанням урядових контрактів в Іраку займалися 100 тис. співробітників (без врахування субпідрядників)[26]. Загалом, за  період з 2003 по 2010 роки в Іраку діяло до 200 тисяч співробітників у 400 приватних охоронних і військових компаніях [27].
- у середині травня 2006 року поліція Конго арештувала за звинуваченням в підготовці державного  перевороту групу з 32 іноземних найманців (в тому числі, 3 громадян  США, 19 громадян ПАР і 10 громадян Нігерії), при цьому троє громадян США були співробітниками компанії «AQMI Strategy Corp.», а половина громадян  ПАР — співробітниками південноафриканської військової компанії «Omega Security Solutions». Пізніше, звинувачені  були депортовані з країни[28][29]
- перед початком конфлікту у Південній Осетії 2008 року[30] навчанням військовослужбовців грузинської армії займались до 200 інструкторів і військових спеціалістів[31] ізраїльських приватних військових компаній «Defensive Shield» і «Global Comprehensive Security Transformation» («Global CST»)[32], 20-30 консультантів американської приватної військової компанії «Cubic»[33] і 15 військових інструкторів двох американських приватних військових компаній: «MPRI» і «American Systems»[34], а також співробітники іноземної військової компанії «Ніртал»[35]. Крім того, у 2008 році на території Грузії працювала американська приватна військова компанія (Kellog, Brown and Root)[36];
- у 2008 році уряд Сомалі уклав контракт з французькою військовою компанією «Secopex» для боротьби з піратами і забезпечення безпеки плавання у Червоному морі[37].
- у Сомалі діє американська приватна військова компанія «Bancroft Global Development», яка забезпечує охорону військової бази у районі Могадішо, а в 2010 році отримала від уряду Сомалі контракт на навчання місцевих військовослужбовців для боротьби з бойовиками угрупування «Аш-Шабааб» вартістю 7 млн доларів. Крім того, в країні діє південноафриканська компанія «Saracen International»[38]
- у 2011 році що найменше «декілька сотень співробітників приватних військових компаній Західної Європи» брали участь у війні в Лівії[39]. У травні 2012 року в Бенгазі було вбито главу французької військової компанії «Secopex»[40].
- У бойових діях на Донбасі і в Сирії в 2014—2015 роках брала участь офіційно не зареєстрована російська ПВК Вагнера[41][42][43][44][45].

## Приклади послуг
- набір особового складу для контингенту міжнародних поліцейських місій США та керування ними (DynCorp)
- охорона об'єктів, у тому числі що мають важливе і стратегічне значення (так, «DynCorp» забезпечувала охорону стратегічно важливого нафтового резерву США);
- охорона нафтових родовищ і трубопроводів Іраку (Blackwater Security Consulting, Erinys Iraq Limited),
- охорона енергетичної системи Іраку (Hart Group)
- охорона посольств США та охорона президента Афганістану (Triple Canopy),
- супровід конвоїв ООН в Іраку і Афганістані (Kroll)
- навчання особового складу урядових збройних сил, поліції та інших сил безпеки (так, у лютому 2002 року 70 співробітників ізраїльської компанії «Levdan» займалися навчанням збройних сил Конго),
- надання послуг військових перекладачів (CACI),
- охорона в'язниць в Іраку і Афганістані (Titan Corporation),
- розмінування мінних полів та знищення невикористаних боєприпасів (RONCO, MAG, BACTEC, Armor Group, Minetech, EODT)
- протипожежний захист (Group 4 Falck)
- тилове забезпечення військ (KBR)
- авіарозвідка (AirScans Inc., Eagle Aviation Services & Technology),
- збройний супровід і захист морських суден від піратів (Global Marine Security Systems)

## Переваги і недоліки
- їх використання не викликає у західноєвропейського населення того невдоволення, яке може викликати застосування регулярних збройних сил;
- вони можуть являти собою противагу місцевим збройним силам в державах зі слабкими політичними інституціями.
- вони здатні до швидкого розгортання.
- втрати особового складу ПВК не враховуються в офіційних звітах урядів[46].
- більш гнучке оперативне управління.
- відсутність бюрократії.
- більш високий професіоналізм у порівнянні з регулярними військами.
- відсутність ідейної та ідеологічної мотивації особового складу[47]
- умови контрактів ПВК не передбачають всі варіанти розвитку ситуації, що зменшує гнучкість їх дій у бойовій обстановці[джерело не вказане 4309 днів];
- відсутність єдиного плану заходів та єдиного оперативного центру управління військами і ПВК[джерело не вказане 4309 днів].
- відсутність обміну або неповні дані оперативного характеру[джерело не вказане 4309 днів].

Збільшення використання приватних військових компаній може представлятися проблематичним через потенційно вищу ціну, меншу стійкість до ризику і питання, пов'язані з ефективним інтегруванням військових і урядових операцій з діяльністю компанії. Проблеми з підтримкою військових операцій приватними підрядниками часто включають неясні відносини командування-підпорядкування, залежність від можливостей, які несподівано можуть виявитися недоступними, зменшений контроль за ключовими функціями, етичні міркування і юридичні питання.
(Ключова концепція армії США на 2016—2028 роки Operational Adaptability)

Між тим, за перші 9 місяців президентства Обами кількість озброєних співробітників компаній-підрядчиків Міністерства оборони США виросло на 236 % — з 3 184 до 10 712.

## Юридичні наслідки
Правовий статус співробітників приватних військових компаній, певною мірою, незважаючи на те, що їх діяльність регулюється вже існуючими нормами міжнародного і національного права, являє собою «сіру зону» у правовому регулюванні, яка однак, зважаючи на прийняття низки міжнародних документів рекомендаційного характеру та вироблення консенсусу в академічному середовищі в даний час є більш визначеною.

### Статус
Співробітників приватних військових компанії часто представляють у ЗМІ та публіцистиці в якості найманців, хоча це далеко не завжди правильно і часто говорить лише про негативне ставлення до них. Переважна частина співробітників приватних військових компаній не бере участь у військових діях, а тому вони не можуть бути кваліфіковані як найманці. Ще одним важливим критерієм для віднесення до найманцям є той факт, що зазначені люди не повинні бути інкорпоровані у склад збройних формуванні держави, при тому має значення як де-юре (як у Сьєрра-Леоне), так і де-факто інкорпорація, яка може бути встановлена не тільки правовим актом, але і договором (Саудівська Аравія). Таким чином, лише незначна частина з співробітників ПВК, що беруть участь у міжнародних військових конфліктах може бути визнана найманцями

### Відповідальність держави
Держава-наймач несе відповідальність за протиправні дії приватних військових компанії у випадку якщо останні діяли за його вказівками, інструкціями або воно здійснювало над ними ефективний контроль. При тому, під інструкціями і вказівками можуть розумітися такі цілі і положення контракту, виконання яких неможливо іншим, крім протиправного шляхом.
Приймаюча держава несе відповідальність за діяльність приватних військових компаній на своїй території. Воно зобов'язане стежити в межах своєї юрисдикції за дотриманням співробітниками ПВК прав людини і в разі їх порушення забезпечувати ефективне розслідування і покарання.
Держава місця реєстрації ПВК зобов'язана забезпечити загальний контроль за діяльністю ПВК, а також питань пов'язаних з ліцензуванням і навчанням та в межах своєї компетенції залучати юридичних осіб, які порушили норми міжнародного гуманітарного права і прав людини до юридичної відповідальності.

## Список відомих ПВК
- Academi
- Military Professional Resources
- Sandline International
- Sharp End International
- Executive Outcomes
- ПВК Вагнера
- Єнот
- Патріот
- Редут